# گلسر-دیرکس دی‌جی-۵۰۰
گلسر-دیرکس دی‌جی-۵۰۰ (به انگلیسی: Glaser-Dirks_DG-500) یک هواگرد ملخ‌پیشین تک‌موتوره از نوع Two Seater Class sailplane ساخت شرکت Glaser-Dirks است.